# Homoeoxipha
Homoeoxipha is een geslacht van insecten die behoren tot de familie van de krekels (Gryllidae). De geslachtennaam Homoeoxipha, synoniem Homoeoxiphus, is voor het eerst geldig gepubliceerd in 1874 door Saussure. Het geslacht omvat negen soorten. De soorten van dit geslacht komen voor in Afrika, Azië en Oceanië.

## Soorten
Hieronder volgt een lijst van soorten van dit geslacht:
- Homoeoxipha amoena Bolívar, 1914
- Homoeoxipha eurylobus Ma, Liu & Zhang, 2016
- Homoeoxipha fuscipennis Chopard, 1927
- Homoeoxipha gracilis Chopard, 1967
- Homoeoxipha histeriformis (Bolívar, 1914)
- Homoeoxipha lycoides (Walker, 1869) - type sp. (Phyllopalpus lycoides Walker)
- Homoeoxipha nigriceps Chopard, 1962
- Homoeoxipha nigripennis Chopard, 1967
- Homoeoxipha nigripes Xia & Liu, 1993
- Homoeoxipha obliterata (Caudell, 1927)
- Homoeoxipha thoracica (Chopard, 1915)